# Liste des députés européens des Pays-Bas de la 2e législature
Lors des élections européennes de 1984, 25 députés européens sont élus aux Pays-Bas. Leur mandat débute le  24 juillet 1984 et se termine le 24 juillet 1989.
- Les travaillistes du Parti travailliste obtiennent 9 sièges.
- Les démocrates-chrétiens de l'Appel chrétien-démocrate obtiennent 8 sièges.
- Les libéraux du Parti populaire libéral et démocrate obtiennent 5 sièges.
- La gauche du Parti socialiste pacifiste, du Parti politique des radicaux et du Parti communiste des Pays-Bas obtient 2 sièges.
- Les chrétiens protestants du Parti politique réformé obtiennent 1 siège.

2 d'entre eux quittent leurs fonctions avant la fin de leur mandat et sont remplacés par leurs suppléants, ce qui porte à 27 le total des personnes ayant occupé ce poste.

## Députés duGroupe du Parti socialiste européen

### Députés duParti travailliste
- Hedy d'Ancona
- Robert Cohen
- Piet Dankert
- Ien van den Heuvel
- Alman Metten
- Hemmo Muntingh
- Phili Viehoff
- Ben Visser
- Eisso Woltjer

## Député duGroupe du Parti populaire européen (Démocrates chrétiens)

### Députés de l'Appel chrétien-démocrate
- Bouke Beumer
- Elise C.A.M. Boot
- Petrus Cornelissen
- Hanja Maij-Weggen
- Jean J.M. Penders
- Yvonne van Rooy jusqu'au 30 octobre 1986
remplacé le 5 novembre 1986 par James Janssen van Raay
- Teun Tolman
- Willem Vergeer

## Députés duGroupe libéral et démocratique

### Députés duParti populaire libéral et démocrate
- Gijs de Vries
- Jessica Larive
- Hendrik Louwes
- Hans Nord
- Florus Wijsenbeek

## Députés duGroupe Arc-en-Ciel

### Député duParti socialiste pacifiste
- Bram van der Lek

### Députés duParti politique des radicauxet duParti communiste des Pays-Bas
- Herman Verbeek jusqu'au 15 décembre 1986
remplacé le 17 décembre 1986 par Nel van Dijk

## Députénon-inscrit

### Député duParti politique réformé
- Leen van der Waal

## Source
- Les députés de la deuxième législature, site du Parlement européen.